# Мері Кей Еш
Мері Кей Еш (Mary Kay Ash, 12 травня 1918, Техас, США — 22 листопада 2001, Техас, США) — американська підприємиця, письменниця й благодійниця. Засновниця компанії Mary Kay Cosmetics, Inc., розробниця філософії бізнесу.
У 2000 році організація Lifetime Television Online назвала Мері Кей Еш «найвпливовішою діловою жінкою XX століття».

## Коротка біографія
Мері Кей Еш (Мері Кетлін Вагнер) народилася в Hot Wells, Harris County, Техас, США. Її батьків звали Едвард Александер і Лула Вембер Хастінгс Вагнер. Вона закінчила Reagan High School в Х'юстоні в 1934 році.
Її мати навчалась на медсестру, а пізніше стала менеджеркою ресторану в Х'юстоні. У 17 років Еш вступила в шлюб з Беном Роджерсом. У них було троє дітей: Бен-молодший, Мерілін Рід і Річард Роджерс. Поки чоловік воював на Другій світовій війні, вона продавала книжки від дверей до дверей. Після повернення чоловіка в 1945 році вони розлучилися. 
Мері Кей Еш померла 22 листопада 2001 року і похована на цвинтарі Sparkman-Hillcrest Memorial Park Cemetery в Далласі, Техас, США.

## Mary Kay Inc
Штаб-квартира компанії знаходиться в північному Далласі в 13-поверховому будинку, що займає площу 54000 м2, де працюють понад 1200 осіб персоналу. Асортимент продукції компанії включає понад 200 найменувань у категоріях: догляд за шкірою обличчя, догляд за тілом, декоративна косметика, парфумерія. За підсумками 2006 року компанія зайняла перше місце за продажами у США в категорії, яка об'єднує догляд за шкірою і декоративну косметику. У 2010 році обсяг продажів «Мері Кей» у світі склав понад 2,5 млрд доларів США в роздрібних цінах. Продукція компанії представлена в 35 країнах світу, в тому числі у Великій Британії, Німеччині, Китаї, Росії, Індії та ін. Бренд «Мері Кей» користується великою довірою у споживачів: за підсумками 2011 року компанія визнана абсолютним лідером за лояльності в США в категорії «Косметика і догляд за шкірою обличчя».
У 1993 році компанія увійшла в список 500 найбільших індустріальних компаній журналу Fortune.

## Нагороди
Впродовж свого життя і посмертно Мері Кей Еш отримувала численні нагороди від бізнес-груп, включаючи премію Гораціо Елджера. Довгий час вона збирала кошти на благодійні фонди, а згодом заснувала благодійний фонд 'Mary Kay Ash' (Mary Kay Ash Charitable Foundation), щоб зібрати гроші для боротьби з домашнім насильством та раком. Журнал Fortune включив компанію Mary Kay Inc. до списку '100 найкращих компаній для роботи в Америці'. Компанія також була названа однією з найкращих 10 компаній для жінок для роботи. Її останніми досягненнями були 'Equal Justice Award' від Юридичних служб Північного Техасу в 2001 році та 'Найвизначніша жінка в бізнесі в ХХ столітті' від Lifetime Television в 1999 році.

## Книги
Мері Кей Еш написала три книги; всі вони стали бестселерами. Її автобіографія Мері Кей (Mary Kay) була продана мільйоном копій по всьому світу і перекладена кількома мовами. Книга «Про вміння працювати з людьми» використовується в якості навчального матеріалу в Гарвардській школі бізнесу та багатьох компаніях. Третя книга Все це може бути твоїм (You Can Have It All) вийшла в серпні 1995 року і отримала статус бестселера вже протягом кількох перших днів продажів.

## В культурі
- Фільм Битва Мері Кей, 2002.